# Ponte Pênsil
El Ponte Pênsil, originalmente denominado Ponte D. Maria II, era un puente suspendido que unía las dos márgenes del Duero, entre la ciudad de Oporto y Vila Nova de Gaia, en Portugal.
La construcción se inició en mayo de 1841, para conmemorar el aniversario de la coronación de D. María II, aunque terminó por ser conocido como el Ponte Pênsil. La construcción terminó dos años más tarde. 
Con pilares de 15 metros de altura, 150 metros de largo y 6 de ancho, el puente mejoraba el tráfico entre las dos márgenes, descolapsando al Ponte das Barcas. 
Para probar su resistencia, se le colocaron 105 t de peso. Se mantuvo en funcionamiento cerca de 45 años, siendo sustituido por el Puente Don Luis I, que fue construido al lado. 
Actualmente quedan restos de los pilares y las ruinas de la casa del guardia que vigilaba y cobraba el peaje.
- Datos: Q4679099
- Multimedia: Ponte pênsil D. Maria II / Q4679099